# Hans von Zwiedineck-Südenhorst
Hans von Zwiedineck-Südenhorst, född 14 april 1845 i Frankfurt am Main, död 22 november 1906 i Graz, var en tysk  historiker; far till Otto von Zwiedineck-Südenhorst.
Zwiedineck-Südenhorst  blev 1880 chef för landsbiblioteket i Graz och 1885 professor vid Graz universitet. Bland hans skrifter kan nämnas Die Politik der Republik Venedig während des dreißigjährigen Krieges (två band, 1882-85), Deutsche Geschichte im Zeitraum der Gründung des preußischen Königtums (två band, 1890-94), Deutsche Geschichte von der Auflösung des alten bis zur Gründung des neuen Reiches (1895-1903) samt Venedig als Weltmacht (andra upplagan 1906).